# Gorgonidia mirabilior
Gorgonidia mirabilior är en fjärilsart som beskrevs av Dyar 1898. Gorgonidia mirabilior ingår i släktet Gorgonidia och familjen björnspinnare. Inga underarter finns listade i Catalogue of Life.